# Ormênio (Tessália)
Ormênio (português brasileiro) ou Orménio (português europeu) foi uma cidade da Tessália, localizada a vinte estádios de Iolco, próxima do Golfo Pagasético e do Monte Pelião. Não deve ser confundida com a atual Ormênio (Trácia), a vila mais setentrional da Grécia moderna.

## Mitologia
A cidade foi fundada por Ormênio, filho de Cercafas, filho de Éolo. Ormênio teve dois filhos, Amintor e Euaemon; Amintor expulsou seu filho Fênix, que se refugiou com Peleu, na Ftia. Eurípilo, filho de Euaemon, foi o sucessor de Amintor, e foi o comandante das tropas de Ormênio na Guerra de Troia.